# Café de Paraguay
La producción de café en Paraguay comenzó a finales del siglo XIX. En esa época, ya se conocían plantaciones cerca de Asunción y Limpio. En 1889, había 83 966 cafetos en el país; considerando la similitud de las condiciones del suelo y el clima entre Paraguay y Brasil, se suponía en ese entonces que el café producido en Paraguay sería tan bueno como el producido en Brasil. Inicialmente, el café se cultivaba en áreas donde las condiciones del suelo y el clima favorecían ese tipo de cultivo y a pequeña escala. Las plantaciones comercialmente viables en el país solo se iniciaron después de que varias plantaciones experimentales resultaran exitosas. Posteriormente, el Banco Agrícola de Paraguay proporcionó fondos a varias agencias gubernamentales para distribuir gratuitamente las plantas a los agricultores para su cultivo. Miles de árboles fueron plantados en plantaciones en las montañas del Alto Paraguay, no lejos de la ciudad de Asunción. En cada plantación, el número promedio de árboles plantados variaba de 1500 a 2000, con un máximo de 10 000 árboles en una plantación.
Las plantaciones en el norte de Paraguay se establecieron en 1967. La mayoría del café producido en las plantaciones se consideró aceptable para el consumo nacional. En la década de 1970, las principales áreas productoras de café se encontraban en los departamentos de Amambay, Alto Paraná y Canindeyú.
La producción de Coffea arabica fue de 180 toneladas en 2006 y las exportaciones alcanzaron las 36 toneladas. En 2013, la producción de café fue de 382 toneladas de un área de 69 hectáreas (170,5 acre), con un rendimiento de 12 993 hectogramos por ha, y su participación mundial fue considerado «insignificante».